# Lò chuyển oxy kiềm

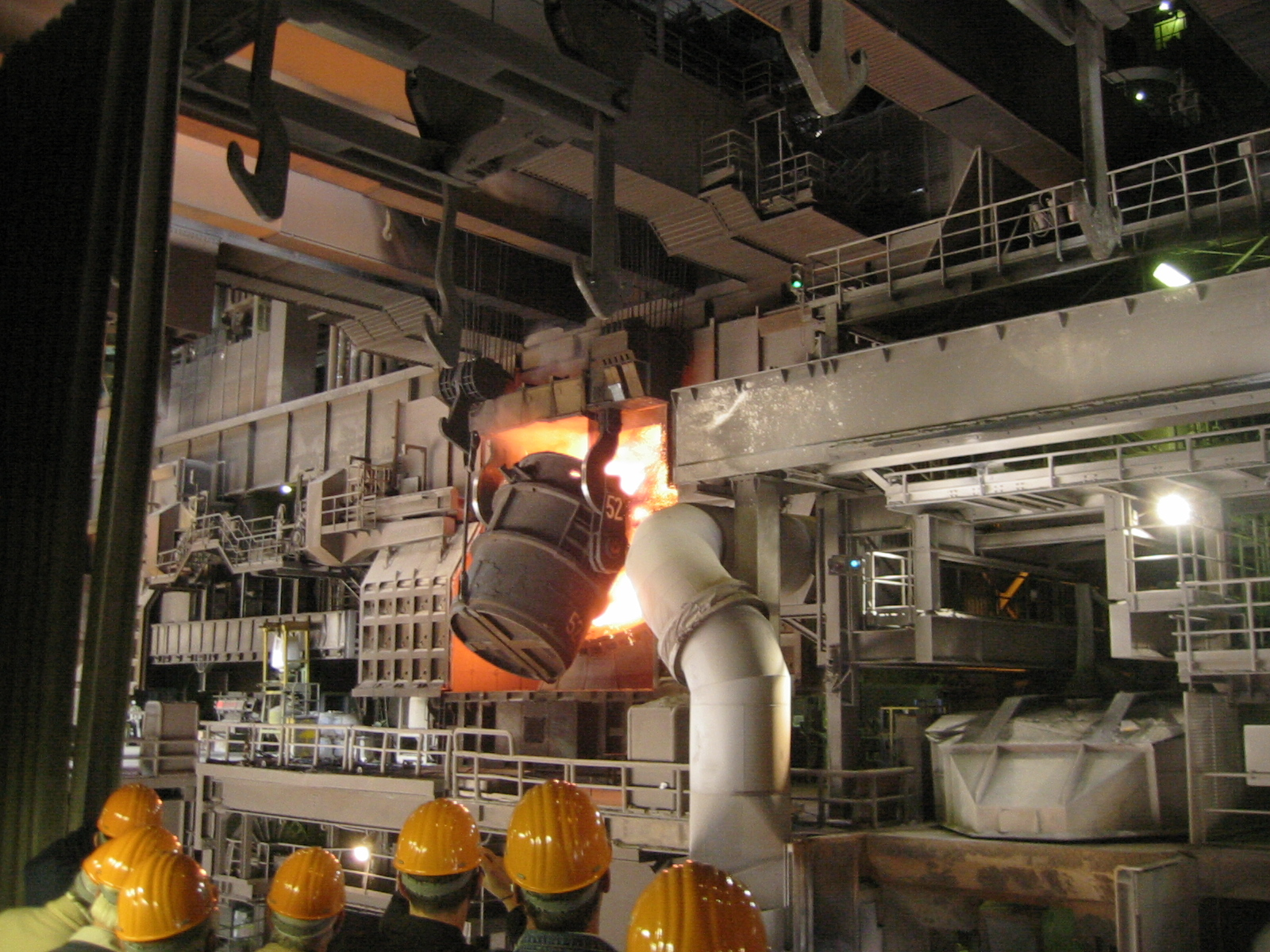
Lò chuyển oxy đang nạp liệu tại nhà máy thép của ThyssenKrupp ở Duisburg.

Sản xuất thép oxy kiềm (viết tắt BOS – từ tiếng Anh: Basic Oxygen Steelmaking), Quy trình oxy kiềm (viết tắt: BOP – từ tiếng Anh: Basic Oxygen Process), Quy trình sản xuất thép [thổi] oxy (viết tắt: OSM – từ tiếng Anh: Oxygen SteelMaking process), Lò oxy kiềm (viết tắt BOF – từ tiếng Anh: Basic Oxygen Furnace), còn được biết đến như là sản xuất thép Linz–Donawitz hay quy trình lò chuyển oxy, hoặc đơn giản là lò thổi oxy hay lò chuyển oxy kiềm, là phương pháp sản xuất thép chính, trong đó gang thô (gang luyện thép) giàu cacbon nóng chảy được luyện thành thép. Thổi oxy qua gang nóng chảy làm giảm hàm lượng cacbon của hợp kim và chuyển nó thành thép cacbon thấp. Quy trình này được gọi là kiềm vì các chất trợ dung như vôi sống hay dolomit, về mặt hóa học là các chất kiềm, được thêm vào để tăng cường loại bỏ tạp chất và bảo vệ lớp lót của lò chuyển.
Quy trình này được kỹ sư người Thụy Sĩ là Robert Durrer phát triển năm 1948 và được công ty sản xuất thép Áo là VOEST và ÖAMG thương mại hóa năm 1952-1953. Lò chuyển LD, được đặt tên theo thành phố tại Áo là Linz và quận Donawitz (thuộc thành phố Leoben) là phiên bản tinh chỉnh của lò chuyển Bessemer trong đó thổi không khí được thay bằng thổi oxy. Sự thay đổi này làm giảm chi phí vốn của các nhà máy thép và thời gian nấu luyện, tăng năng suất lao động. Từ năm 1920 đến năm 2000, các yêu cầu về lao động trong ngành công nghiệp gang thép đã giảm cỡ 1.000 lần, từ mức trên 3 giờ công lao động mỗi tấn xuống còn 0,003. Hiện nay phần lớn thép thô trên thế giới được sản xuất bằng lò oxy kiềm, cụ thể năm 2019 quy trình lò oxy kiềm chiếm 71,9% sản lượng thép toàn cầu, tương đương 1,342 tỷ tấn thép thô.
Các lò hiện đại có thể nạp tới 400 tấn gang mỗi mẻ luyện và chuyển nó thành thép trong thời gian dưới 40 phút, so với 10–12 giờ trong lò đáy bằng.

## Lịch sử
Quy trình oxy kiềm đã phát triển bên ngoài môi trường "sắt thép quy mô lớn" truyền thống. Nó được phát triển và tinh chỉnh chỉ bởi một cá nhân là kỹ sư người Thụy Sĩ Robert Durrer và được hai công ty sắt thép nhỏ thương mại hóa tại Áo trong thời gian Đồng Minh chiếm đóng, khi đó vẫn chưa phục hồi từ hậu quả tàn phá của Thế chiến II.
Năm 1856, Henry Bessemer đăng ký bằng sáng chế quy trình sản xuất thép trong đó bao gồm thổi oxy để khử cacbon trong gang nóng chảy (Bằng sáng chế số 2207 của Vương quốc Liên hiệp Anh). Trong gần 100 năm sau đó thì lượng oxy quy mô thương mại hoặc là không sẵn có hoặc là quá đắt đỏ, và vì thế phát minh này vẫn không được sử dụng. Trong Thế chiến II, các kỹ sư người Đức (Karl Valerian Schwarz), Bỉ (John Miles) và Thụy Sĩ (Durrer và Heinrich Heilbrugge) đã đề xuất các phiên bản sản xuất thép bằng thổi oxy của họ, nhưng chỉ có Durrer và Heilbrugge là chuyển được ý tưởng thành sản xuất quy mô lớn.
Năm 1943, Durrer, cựu giáo sư tại Viện Công nghệ Berlin, trở lại Thụy Sĩ và chấp nhận một ghế trong ban lãnh đạo của Roll AG, công ty sản xuất thép lớn nhất nước này khi đó. Năm 1947 ông mua lò chuyển thực nghiệm nhỏ đầu tiên công suất 2,5 tấn từ Hoa Kỳ, và ngày 3 tháng 4 năm 1948 lò chuyển mới này đã sản xuất mẻ thép đầu tiên của nó. Quy trình mới có thể thuận lợi chế biến một lượng lớn kim loại phế liệu với chỉ một lượng nhỏ kim loại nguyên khai. Mùa hè năm 1948 Roll AG và hai công ty thuộc sở hữu của nhà nước Áo là VOEST và ÖAMG đã thỏa thuận thương mại hóa quy trình Durrer.
Tháng 6 năm 1949, VOEST đã phát triển một quy trình mô phỏng quy trình của Durrer, được biết đến như là quy trình LD (Linz-Donawitz). Tháng 12 năm 1949, VOEST và ÖAMG cam kết xây dựng các lò chuyển oxy 30 tấn đầu tiên của họ. Chúng được đưa vào vận hành trong tháng 11 năm 1952 (VOEST tại Linz) và tháng 5 năm 1953 (ÖAMG tại Donawitz) và nhất thời trở thành mũi nhọn trong sản xuất thép thế giới, làm dấy lên phong trào nghiên cứu liên quan tới thép. Năm 1963 có tới 34.000 doanh nhân và kỹ sư đã tới tham quan lò chuyển của VOEST. Quy trình LD giảm thời gian chế biến và chi phí vốn trên mỗi tấn thép, góp phần vào ưu thế cạnh tranh của thép Áo. VOEST cuối cùng đã giành được quyền tiếp thị công nghệ mới. Các sai sót trong quản lý của VOEST và ÖAMG trong việc cấp phép công nghệ của họ đã làm cho việc kiểm soát sự mô phỏng nó tại Nhật Bản trở thành không thể. Vào cuối thập niên 1950, các công ty Áo này đã đánh mất ưu thế cạnh tranh của họ.
Trong quy trình LD nguyên bản thì oxy được thổi trên bề mặt gang lỏng bằng vòi phun được làm mát bằng nước của một mũi cắt thẳng đứng. Trong thập niên 1960, các nhà sản xuất thép đã giới thiệu lò chuyển thổi đáy và đưa ra kỹ thuật thổi khí trơ để khuấy trộn kim loại lỏng và loại bỏ tạp chất phosphor.
Tại Liên Xô, một số sản xuất thép thực nghiệm bằng công nghệ này đã được thực hiện từ năm 1934, nhưng sử dụng công nghiệp đã bị cản trở do thiếu công nghệ có hiệu quả để sản xuất oxy lỏng. Năm 1939, nhà vật lý người Nga là Pyotr Kapitsa đã hoàn thiện thiết kế của tua bin giãn nở ly tâm. Quy trình này được đưa vào sử dụng khoảng năm 1942-1944. Phần lớn các tuua bin giãn nở sử dụng trong công nghiệp kể từ đó là dựa theo thiết kế của Kapitsa và các tua bin giãn nở ly tâm đã chiếm lĩnh gần như 100% sản xuất khí hóa lỏng quy mô công nghiệp, và cụ thể là trong sản xuất oxy lỏng cho sản xuất thép.
Các nhà sản xuất thép lớn tại Mỹ là những người chấp nhận muộn đối với công nghệ mới này. Các lò chuyển oxy đầu tiên tại Hoa Kỳ được McLouth Steel đưa vào vận hành vào cuối năm 1954 tại Trenton, Michigan, chỉ chiếm chưa tới 1% thị trường thép quốc gia Hoa Kỳ. U.S. Steel và Bethlehem Steel chỉ sử dụng quy trình oxy từ năm 1964. Vào năm 1970, một nửa lượng thép thế giới và 80% lượng thép của Nhật Bản được sản xuất bằng các lò chuyển oxy. Vào hai thập niên cuối của thế kỷ 20, sử dụng lò chuyển oxy kiềm để sản xuất thép đã dần dần bị thay thế phần nào bằng lò hồ quang điện (EAF) sử dụng thép phế liệu và gang. Tuy nhiên, tỷ phần của quy trình lò hồ quang điện năm 2019 mới chỉ đạt 27,7% và tỷ phần của quy trình LD tại châu Á (trừ Trung Đông) là 81,6%, tại Australia và New Zealand là 76,2%, tại Trung và Nam Mỹ là 66,1%, tại CIS là 64,5%, tại Liên minh châu Âu (gồm cả Anh) là 59,1%, tại khu vực NAFTA là 32,4%, tại châu Phi là 23,5% và tại Trung Đông là 5,5%.

## Quy trình

Nguyên lý của lò chuyển LD.

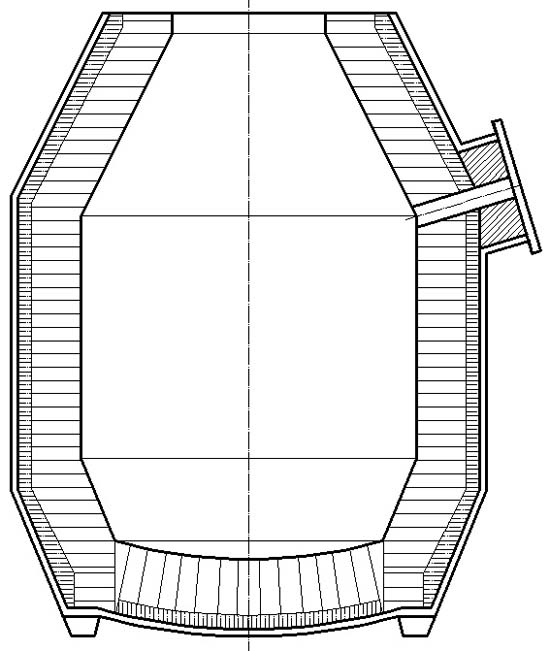
Tiết diện của lò oxy kiềm.

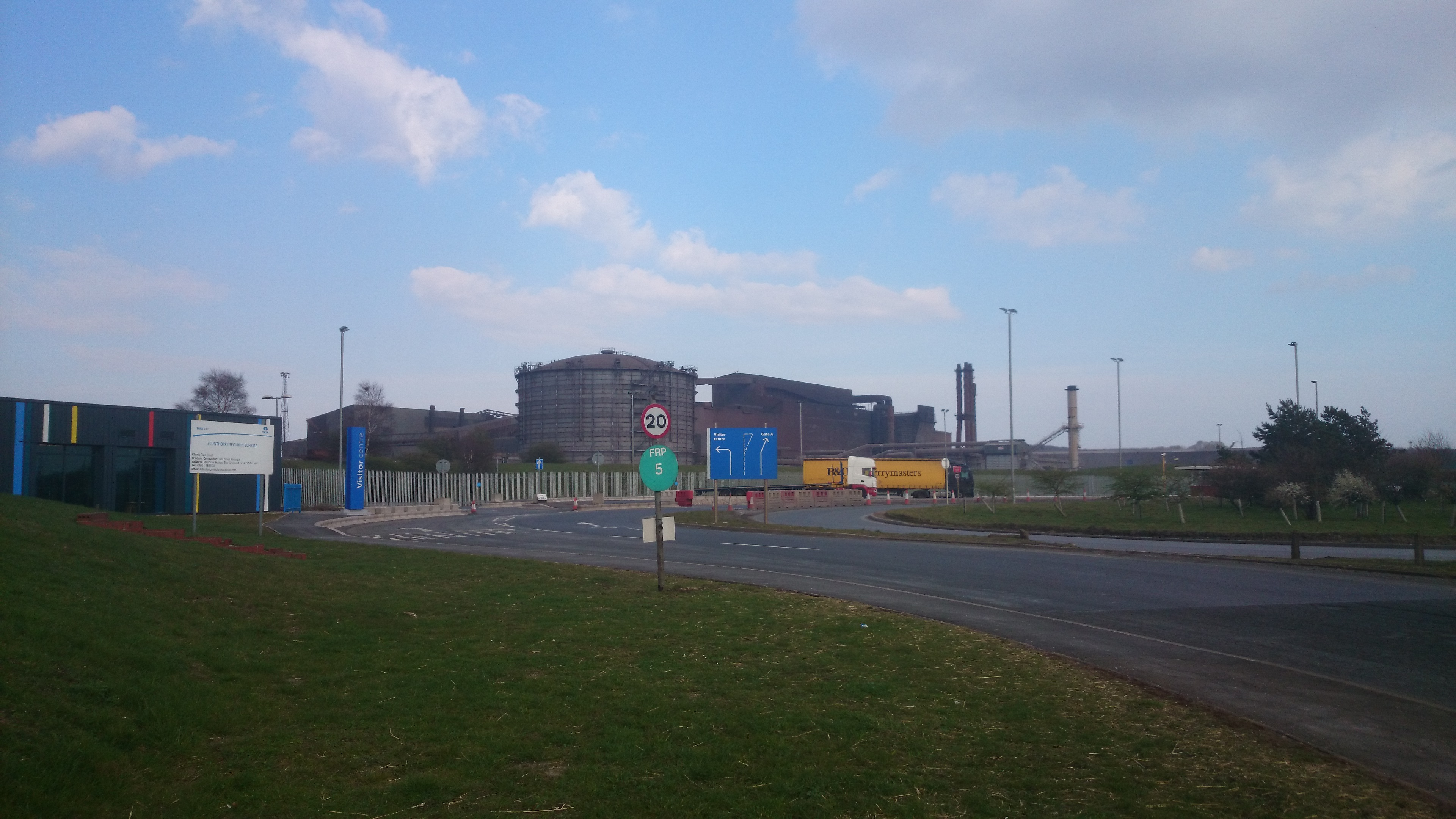
Cảnh quan bên ngoài của một nhà máy sản xuất thép bằng lò oxy kiềm tại Scunthorpe, Anh.

Sản xuất thép bằng lò oxy kiềm là quy trình sản xuất thép chính để chuyển gang lỏng thành thép bằng cách thổi oxy thông qua một mũi cắt trên gang lỏng bên trong lò chuyển. Nhiệt sinh ra do phản ứng oxy hóa trong quá trình thổi.
Quy trình sản xuất thép oxy kiềm như sau:
1. Gang thô lỏng (còn gọi là "gang luyện thép") từ lò cao được rót vào một thùng chứa lớn có lót vật liệu chịu lửa, được gọi là gầu chuyển hay thùng/gáo chuyển.
2. Kim loại lỏng trong gầu rót được chuyển trực tiếp cho sản xuất thép oxy kiềm hoặc cho công đoạn tiền xử lý. Oxy độ tinh khiết cao ở áp suất 700–1.000 kilôpascal (100–150 psi) được thổi với tốc độ siêu thanh vào bề mặt bể gang lỏng thông qua một mũi cắt được làm mát bằng nước. Mũi cắt này treo lơ lửng bên trong lò chuyển và nằm phía trên bề mặt bể gang lỏng vài chục cm. Gang lỏng từ lò cao được tiền xử lý ở bên ngoài để giảm bớt lưu huỳnh, silic và phosphor trước khi nạp vào lò chuyển. Trong tiền xử lý khử lưu huỳnh bên ngoài, một mũi cắt được hạ thấp xuống mặt gang lỏng trong gầu và vài trăm kilogam magie bột được thêm vào và các tạp chất chứa lưu huỳnh bị khử thành magie sulfide (MgS) trong phản ứng tỏa nhiệt mãnh liệt. Nó nổi lên trên mặt gang lỏng và được loại bỏ.[12] Các tác nhân khử lưu huỳnh khác như CaO, CaF2, CaCl2, CaC2, Na2CO3 v.v. cũng được sử dụng.[13] Các tiền xử lý tương tự cũng được tiến hành để khử silic và phosphor bên ngoài bằng việc sử dụng vảy cán (vảy thu được từ cán thép nóng, là hỗn hợp các sắt oxit) và vôi làm chất trợ dung. Quyết định tiền xử lý phụ thuộc vào chất lượng của gang lỏng và yêu cầu về chất lượng của thép thành phẩm.
3. Đổ đầy lò các thành phần được gọi là liệu nạp. Quy trình BOS là tự sinh, nghĩa là nhiệt năng cần thiết được sinh ra trong quá trình oxy hóa. Duy trì cân bằng liệu nạp phù hợp, nghĩa là duy trì tỷ lệ giữa gang lỏng nóng và sắt thép phế liệu nguội là quan trọng. Lò chuyển trong quy trình BOS có thể nghiêng tới 360° và được xoay nghiêng về phía mặt tháo xỉ để nạp phế liệu và gang lỏng. Lò BOS được nạp sắt thép phế liệu (tới 25%-30%) nếu cần thiết. Gang lỏng từ gầu chuyển được thêm vào theo yêu cầu để có cân bằng liệu nạp. Thành phần hóa học điển hình của gang lỏng nạp vào lò BOS là: 4% C, 0,2–0,8% Si, 0,08%–0,18% P và 0,01–0,04% S, tất cả (trừ lưu huỳnh) đều có thể bị oxy hóa bằng oxy thổi vào. Riêng việc loại bỏ lưu huỳnh thì yêu cầu môi trường và điều kiện khử.
4. Lò sau đó được xoay thẳng đứng. Một mũi cắt đầu bịt đồng, được làm mát bằng nước với 3–7 vòi phun được hạ thấp xuống và oxy độ tinh khiết cao được thổi vào lò với tốc độ siêu thanh. Mũi cắt "thổi" oxy độ tinh khiết 99% trên mặt gang lỏng, đốt cháy cacbon hòa tan trong kim loại lỏng để tạo thành cacbon monoxit và cacbon dioxide và làm tăng nhiệt độ tới khoảng 1.700 °C. Nhiệt độ này làm phế liệu nóng chảy, hạ thấp hàm lượng cacbon trong gang lỏng cũng như hỗ trợ loại bỏ các nguyên tố hóa học không mong muốn. Sử dụng oxy tinh khiết thay vì sử dụng không khí là một cải tiến cho quy trình Bessemer, do nitơ (một nguyên tố không mong muốn) và các khí khác trong không khí không phản ứng với liệu nạp và làm giảm mức độ hiệu quả của lò.[14]
5. Các chất trợ dung (như vôi sống hay dolomit) được cấp vào lò để tạo xỉ, duy trì độ kiềm trên 3 và hấp thụ các tạp chất trong quá trình sản xuất thép. Trong quá trình "thổi", khối khuấy trộn gồm kim loại và chất trợ dung trong lò tạo thành một thể nhũ tương, tạo điều kiện thuận lợi cho quá trình tinh luyện. Gần cuối chu trình thổi, thường diễn ra trong khoảng 20 phút, người ta đo nhiệt độ và lấy mẫu. Thành phần hóa học điển hình của kim loại được thổi là 0,3–0,9% C, 0,05–0,1% Mn, 0,001–0,003% Si, 0,01–0,03% S và 0,005–0,03% P.
6. Lò BOS được nghiêng về phía mặt giữ xỉ và thép được rót thông qua một lỗ tháo thép vào một thùng thép với lớp lót là vật liệu kiềm chịu lửa. Quá trình này được gọi là ra thép. Thép được tiếp tục tinh chế trong lò thùng tinh luyện (LF, Ladle Furnace) bằng cách bổ sung các vật liệu tạo hợp kim để thu được các tính chất đặc biệt theo yêu cầu của từng mác thép và của từng khách hàng. Đôi khi agon hay nitơ được thổi vào tạo bọt trong lò thùng tinh luyện để làm cho hợp kim được phối trộn đều.
7. Sau khi thép lỏng được rót khỏi lò BOS thì xỉ được rót vào thùng xỉ thông qua miệng lò BOS và dược loại bỏ.

## Các biến thể
Các lò chuyển ban đầu với đáy giả có thể tháo rời và sửa chữa được, hiện nay vẫn còn dược sử dụng. Các lò chuyển hiện đại có đáy cố định với các đầu vòi để thổi agon. Lò tối ưu năng lượng (EOF, Energy Optimization Furnace) là một biến thể của BOF kết hợp với sấy nóng phế liệu từ trước, trong đó nhiệt từ khí thoát ra được dùng để nung nóng phế liệu nằm phía trên mái lò.
Mũi cắt để thổi khí cũng trải qua các thay đổi. Các mũi cắt không xỉ, thon dài với đầu bịt đồng, đã được sử dụng để tránh mắc kẹt trong quá trình thổi. Các đầu của mũi cắt sau cháy đốt CO sinh ra trong quá trình thổi thành CO2 và cung cấp nhiệt bổ sung. Để tháo thép không lẫn xỉ thì các phi tiêu chặn xỉ hay các viên/cục chặn xỉ làm bằng vật liệu chịu lửa và các thiết bị phát hiện xỉ được sử dụng. Các lò chuyển hiện đại được tự động hóa hoàn toàn với các kiểu thổi tự động và các hệ thống kiểm soát phức tạp.

### Thư viện
- McGannon Harold E. (1971). The Making, Shaping and Treating of Steel: Ninth Edition. Pittsburgh, Pennsylvania: United States Steel Corporation.
- Smil Vaclav (2006). Transforming the twentieth century: technical innovations and their consequences, Volume 2. Oxford University Press US. ISBN 0-19-516875-5, ISBN 978-0-19-516875-4.
- Brock James W.; Elzinga Kenneth G. (1991). Antitrust, the market, and the state: the contributions of Walter Adams. M. E. Sharpe. ISBN 0-87332-855-8.
- Tweraser Kurt (2000). The Marshall Plan and the Reconstruction of the Austrian Steel Industry 1945–1953. trong: Bischof Gunther et al. (2000). The Marshall Plan in Austria. Transaction Publishers. ISBN 0-7658-0679-7. tr. 290–322.